# Ana Palacio Vallelersundi
Ana Palacio Vallelersundi (Madrid, Espanya 1948) és una política i professora universitària espanyola, ministra d'Afers Exteriors sota la presidència de José María Aznar durant la VII Legislatura.
Va néixer el 22 de juliol de 1948 a la ciutat de Madrid, és germana de la també política Loyola de Palacio. Va estudiar dret, sociologia i ciències polítiques a la Universitat Complutense de Madrid, en la qual posteriorment en fou professora. El 1984 es va incorporar a la UNED fins que l'any 1992 va passar a tasques docents en universitats privades.

## Activitat política
L'any 1994 va esdevenir eurodiputada al Parlament Europeu a les llistes del Partit Popular, escó que va ocupar fins al 2002. Aquell mateix any va ser escollida Ministra d'Afers Exteriors, durant el segon govern de José María Aznar, càrrec que va ocupar fins a finals de la legislatura el 2004.
Com a ministra es va trobar amb el problema de l'ocupació de l'Illa Perejil per part del Marroc l'any 2002 i el conflicte consegüent diplomàtic entre aquests dos països, cosa que va comportar que Espanya mantingués als respectius ambaixadors retirats de les seves seus durant dos anys. Al Consell de Seguretat de les Nacions Unides va mantenir posicions molt pròximes a les sostingudes pels Estats Units d'Amèrica, a través de Colin Powell, en referència a la presència d'armes de destrucció massiva a l'Iraq, i que va comportar la consegüent Invasió de l'Iraq. Així mateix també va participar de forma activa en la Convenció Europea liderada per Valéry Giscard d'Estaing.
En les eleccions generals de 2004 fou escollida diputada al Congrés dels Diputats per la província de Toledo, renunciant al seu escó el 2006 per esdevenir vicepresidenta del Banc Mundial a Washington DC. En març de 2008 abandonà el càrrec en el Banc Mundial i posteriorment, en juny del mateix any, fou nomenada vicepresidenta del grup públic francès de tecnologia nuclear Areva. Per Reial Decret 562/2012, de 23 de març, fou nomenada Consellera electiva del Consell d'Estat, càrrec del qual va prendre possessió el 12 d'abril de 2012.